# Constantin (Le Bernin)
Pour les articles homonymes, voir Constantin.
Constantin est une sculpture équestre de l'artiste italien Gian Lorenzo Bernini, située dans la Scala Regia, l'escalier reliant le palais apostolique à la basilique Saint-Pierre, au Vatican. Commandée à l'origine comme une œuvre d'art libre pour la basilique Saint-Pierre, la sculpture est dévoilée en 1670 comme partie intégrante de la Scala Regia. Contrairement à d'autres grandes œuvres du Bernin, les historiens de l'art pensent qu'elle est entièrement réalisée de la main du Bernin : aucun autre sculpteur n'a été payé pour sa réalisation. Le Bernin toucha 7000 écus romains pour cette œuvre.

## Sujet
En tant que premier dirigeant chrétien, le personnage de Constantin Ier est particulièrement apprécié auprès des papes, en particulier au XVIIe siècle. Cette sculpture représente un passage particulier de la vie de l'empereur. 
Avant de livrer bataille contre Maxence, l'empereur romain païen Constantin, prie avec son armée. Alors en prière, une croix apparaît dans le ciel, au-dessus du soleil, brillante, marquée de l'inscription In Hoc Signo Vinces ou « Par ce signe, tu vaincras ». Le miracle étonne Constantin et ses troupes, et leur donne la conviction suffisante pour submerger Maxence lors de la bataille du pont Milvius, après laquelle Constantin fait une entrée triomphale à Rome. À la suite de cette victoire, il accorde la tolérance religieuse, et libère les chrétiens des persécutions romaine.  

## Commande
Le Bernin entame la réalisation de la sculpture en 1654, très probablement à la suite de la commande du pape Innocent X. D'origine, la sculpture devait être placée dans la basilique Saint-Pierre. Toutefois, quand Alexandre VII est élu et accède au trône papal un an plus tard, le projet prend plus d'importance, l'arrivée d'un grand bloc de marbre que le Bernin pourrait utiliser est garanti afin d'exécuter ses dessins et croquis existants. Cependant, pour des raisons non connues avec précision à ce jour, le projet est de nouveau retardé, Le Bernin ne peut se remettre à l'ouvrage qu'en 1662. 
Ce n'est que dans les années 1660 que l'emplacement de la statue devient officiellement la nouvelle Scala Regia, conçue par le Bernin lui-même. D'énormes modèles d'argile de la sculpture sont placés dans la niche, donnant au Bernin une idée de ce à quoi la composition finale ressemblerait lorsqu'elle serait placée. En raison de la hauteur de la niche, dominant de par sa taille la sculpture, des rideaux pliants sont ajoutés à l'effet décoratif global, et sont placés derrière le cheval en marbre. 
Cela permet au Bernin d'apporter la touche finale à Constantin. La sculpture est déclarée terminée fin 1668. 
Pour tirer la sculpture massive, il a fallu utiliser de la paille, des treuils, des planches et des poutres, ainsi que des traîneaux et des bœufs. Elle arrive le 12 janvier 1669. Les travaux architecturaux et décoratifs (comme la draperie) de la niche entourant la sculpture se poursuivent jusqu'en 1669, tout comme le polissage de la statue elle-même. 

## Critique contemporaine

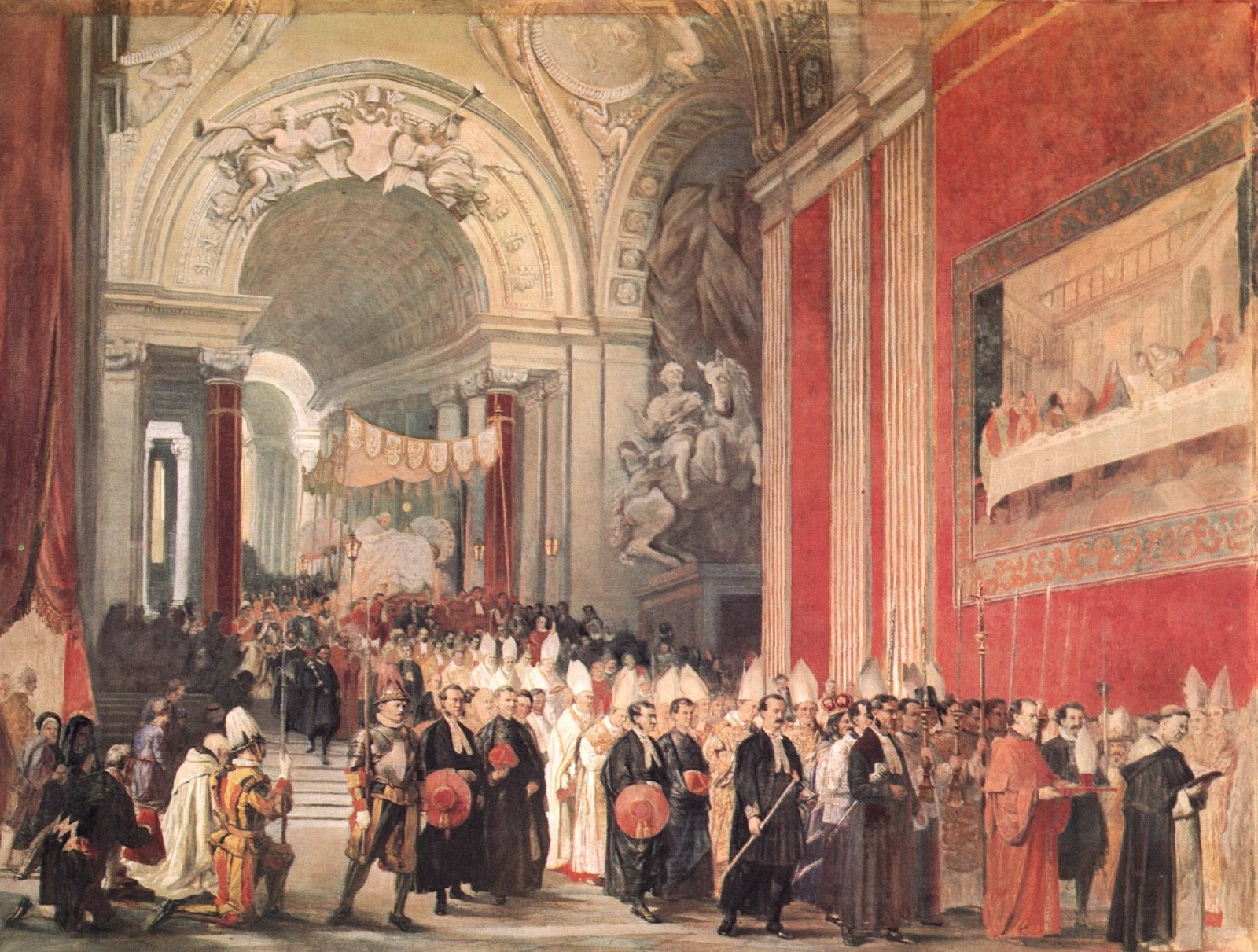
La vision de Constantin (en arrière-plan), tableau de Ferdinando Cavalleri.

Mis à part une brève période de disgrâce venue des papes dans les années 1640, le Bernin bénéficie au cours de sa carrière de nombreux éloges de la population et de l'aristocratie de Rome.  Pourtant, la sculpture de Constantin est critiquée immédiatement après son dévoilement. Diverses brochures publiées attestent des faiblesses de la sculpture, formulant que la croix qui inspirait la réaction de Constantin était invisible pour de nombreux spectateurs, rendant ainsi le sens de l'histoire difficile à comprendre. Certains voient comme une inexactitude historique le fait que Constantin soit représenté jeune avec une barbe courte. Il est également noté que Constantin ne disposait d'aucun équipement de cavalier, comme une selle ou des rênes. Le manque de réalisme dans la sculpture est vivement souligné par les écrivains du XVIIe siècle. 

## Critique moderne

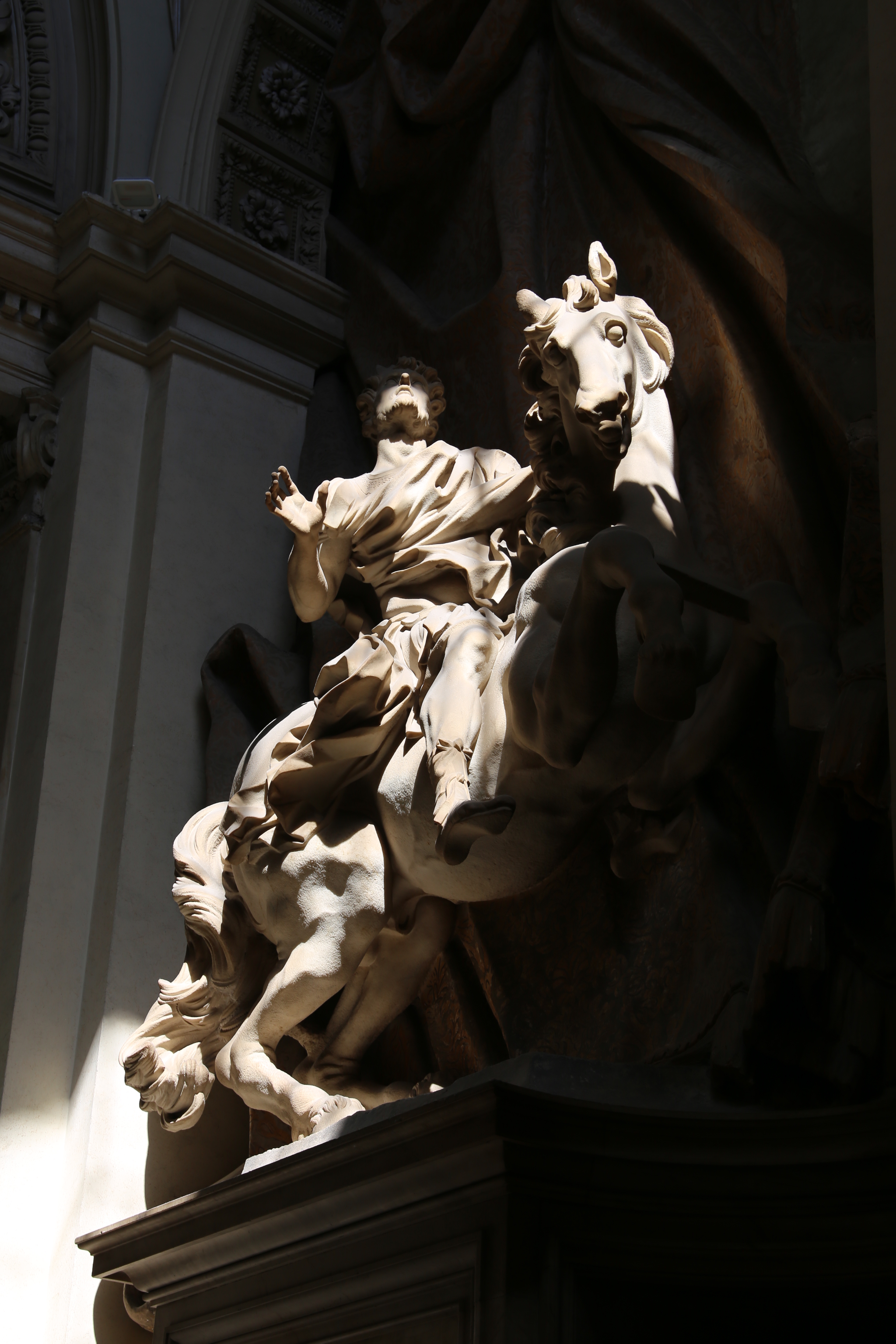
Vue de côté. La lumière du jour de la fenêtre d'origine contribue, de façcon délibérée, à donner le sens de la « vision ».

Peut-être en raison de sa relative inaccessibilité (à moins d'avoir un accès spécial au Vatican, la sculpture n'est visible que d'un seul point de vue, sous le portique de Saint-Pierre), la statue de Constantin a reçu peu d'attention historique. Lavin passe en revue le travail dans son Bernini et l'unité des arts visuels, et Avery, dans son Bernini: génie du baroque en dit très peu. Rudolf Wittkower est beaucoup plus généreux  « Le monument est placé devant une énorme draperie balayée par le vent, ce dispositif renforce la croyance du spectateur dans la fin de course soudaine  du cavalier, et fait de son inclinaison fascinante et des réactions de l'animal une expérience extraordinairement convaincante ».  